# Long Beach Stingrays
Le Long Beach Stingrays sono state una franchigia di pallacanestro della ABL, con sede a Long Beach, in California, attive dal 1997 al 1998.
Disputarono una stagioni nella ABL, perdendo la finale con le Columbus Quest per 3-2. Si sciolsero il 26 agosto del 1998.

## Stagioni
| Stagione | Lega | Denominazione        | V  | P  | %    | Piazzamento | Play-off |
| -------- | ---- | -------------------- | -- | -- | ---- | ----------- | -------- |
| 1997-98  | ABL  | Long Beach Stingrays | 26 | 18 | 59,1 | 2º          | Finale   |